# Ayodele Thomas
Ayodele Thomas (23 juli 2007) is een Nederlands voetballer die als aanvaller voor Jong PSV speelt.

## Carrière
Thomas voetbalde in de jeugd bij PSV. Hij debuteerde op 16 februari 2024 voor Jong PSV in de Eerste divisie tegen FC Dordrecht.